# 1840 en photographie
| Années de la photographie : 1837 - 1838 - 1839 - 1840 - 1841 - 1842 - 1843    |
| Décennies de la photographie : 1810 - 1820 - 1830 - 1840 - 1850 - 1860 - 1870 |

Cet article présente les faits marquants de l'année 1840 en photographie.

## Événements
- William Henry Fox Talbot invente le calotype, procédé négatif-positif qui permet la diffusion multiple des images[1].
- La société allemande Voigtländer commence à fabriquer des appareils photographiques à lentilles.
- février - mars : Samuel Morse et John William Draper donnent à New York des leçons payantes de daguerréotypie à un public de jeunes apprentis, dont certains deviendront photographes professionnels (Albert Southworth, Edward Anthony (en), Mathew Brady)[2].
- avril : l'ingénieur français François Fauvel-Gouraud, représentant de l'entreprise Giroux & Cie, vend à Boston sa première chambre photographique, accompagnée de 12 plaques, pour la somme de 76 dollars au dentiste Samuel Bemis (en) qui sera l'un des tout premiers photographes américains[3]. Il publie une brochure : Description of the daguerreotype process, or, A summary of M. Gouraud's public lectures, according to the principles of M. Daguerre, with a description of a provisory method for taking human portraits, Boston, Dutton and Wentworth's Print, 16 p. où il explique notamment comment parvenir à ce que le modèle conserve les yeux ouverts (le temps de pose était de 15 à 20 minutes.
- Philippe-Fortuné Durand ajoute à son atelier de gravure sur bois et métal installé passage de l’Argue à Lyon un bail commercial en tant photographe ; il revendiquera ultérieurement le titre de plus ancienne maison photographique de France[4].
- Jean-Gabriel Eynard, entrepreneur et financier de Genève, se prend de passion pour la photographie et réalise de nombreux daguerréotypes[5].

## Photographies notables

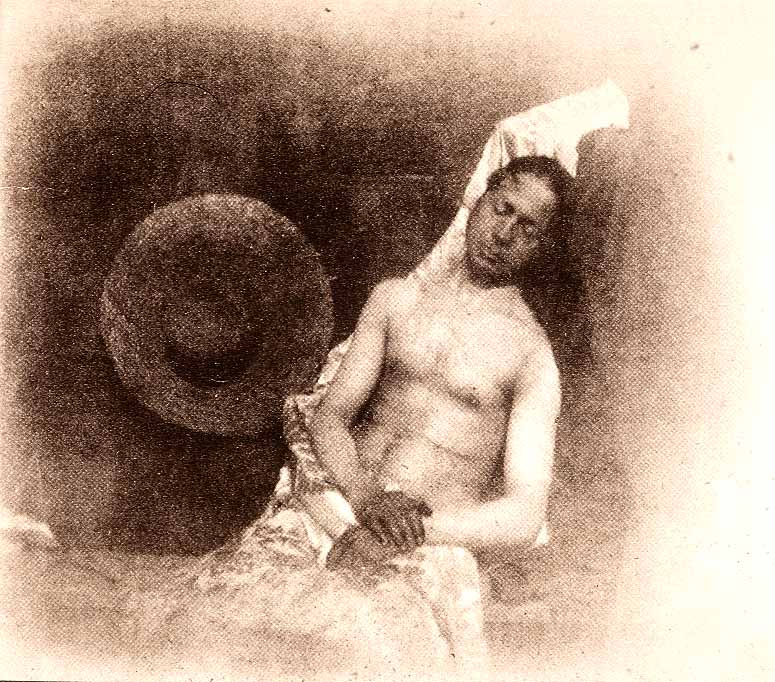
Autoportrait d'Hippolyte Bayard en noyé, impression directe sur papier.

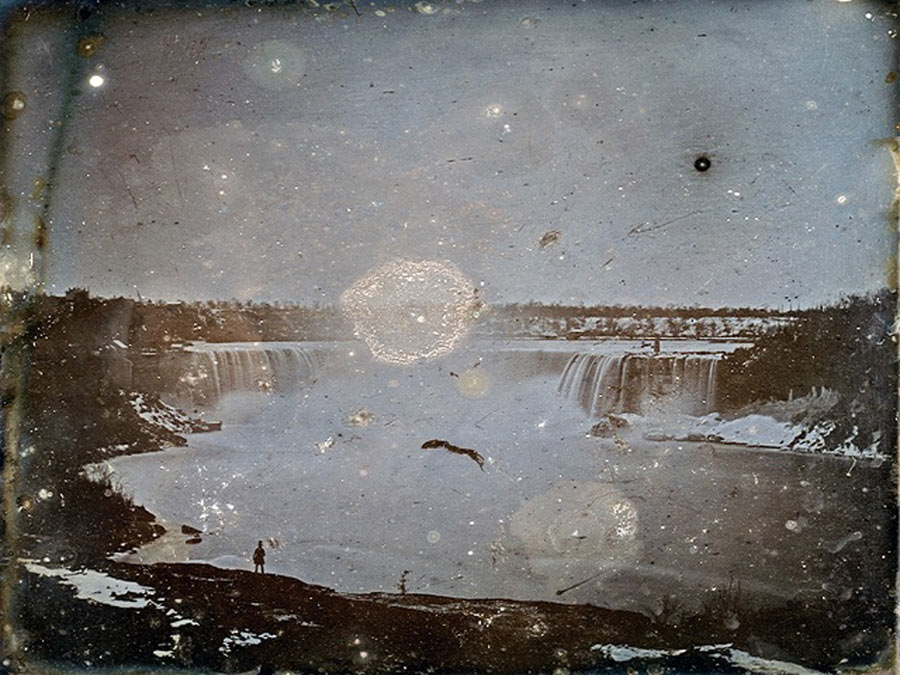
Hugh Lee Pattinson, Les chutes du Niagara.

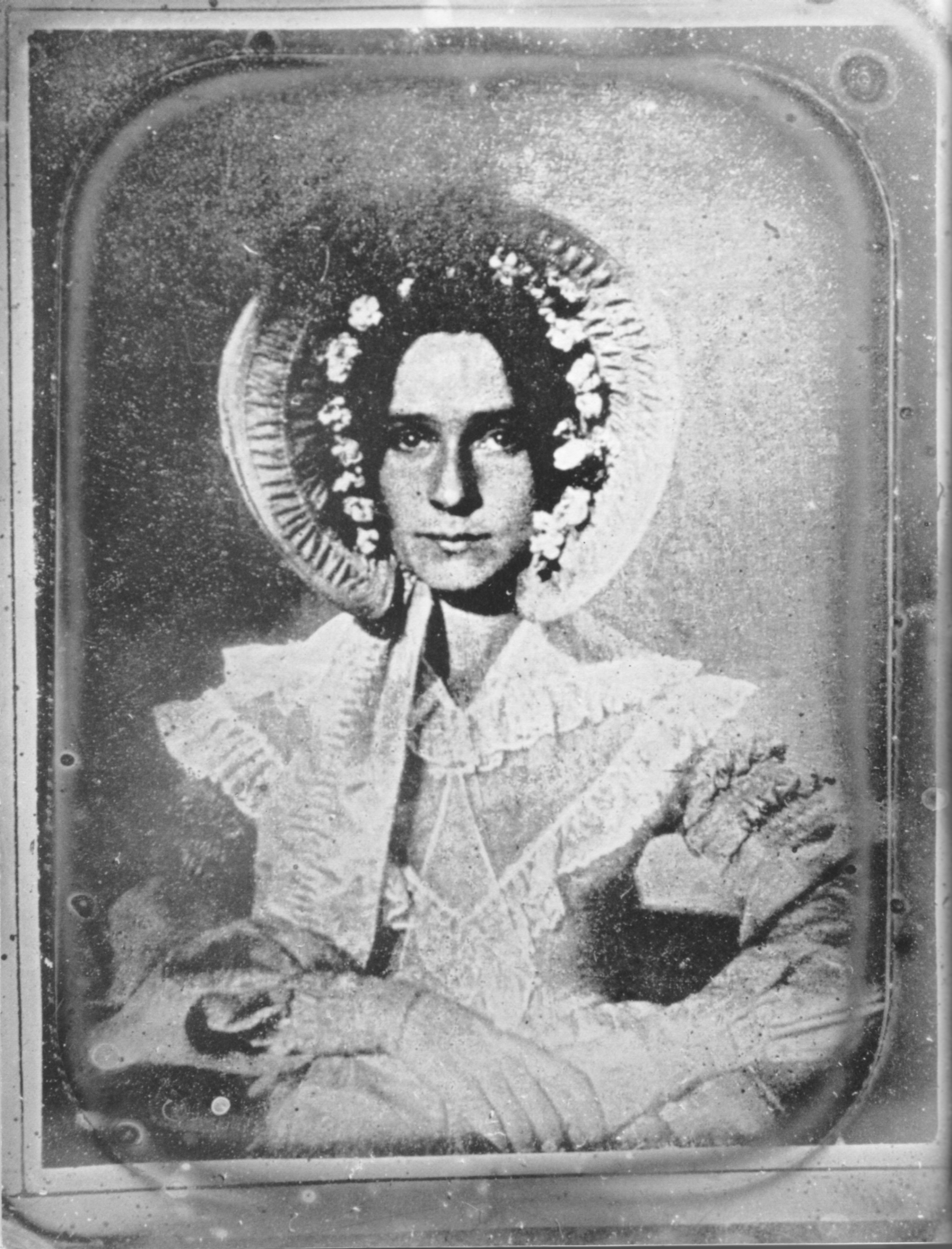
John William Draper, photographie de sa sœur, Dorothy Catherine Draper : phototypie d'après le daguerréotype original.

- mars : John William Draper réussit le premier daguerréotype net de la Lune[6]. La même année, il photographie sa sœur Dorothy Catherine Draper (en)[7] ; la photographie, connue par des copies, serait la plus ancienne photographie de femme attestée[8].

- juin : le physicien autrichien Andreas von Ettingshausen, passionné de photographie, prend le premier cliché photographique de Vienne, montrant l'École royale d'équitation et l'ancien Burgtheater sur la Michaelerplatz[9].

- octobre : Hippolyte Bayard, qui n'a pu faire reconnaître par les autorités françaises son « procédé de photographie sur papier », réalise la première mise en scène photographique en se mettant lui-même en scène en noyé, protestation privée envers son insuccès social dans l'invention photographique[10],[11],[12].

- Le photographe britannique Hugh Lee Pattinson prend la première photographie des chutes du Niagara, prise depuis le côté canadien ; elle est considérée comme la première utilisation documentée du daguerréotype au Canada[13]. Elle est gravée dans la volume 1 des Excursions daguerriennes publiées par Noël Paymal Lerebours sous le titre : Cataracte du Niagara. Chute du fer à cheval[14].

## Livres de photographies
- Charles Philipon (dir.), Paris et ses environs reproduit par le daguerréotype, Paris, Aubert & Cie, 238 p. : 60 lithographies d'après des photographies ; le titre courant des planches est Paris daguerréotypé. Philippon a fait travailler plusieurs lithographes, dont Jean-Baptiste Arnout, Alphonse Bichebois Charles Bour, Thomas Shotter Boys, Ernest Jaime, Édouard Auguste Nousveaux et Frédéric Sorrieu.

## Études, essais, articles
- février : Hippolyte Bayard publie à Paris dans les Comptes rendus hebdomadaires des séances de l'Académie des sciences un Procédé pour obtenir sur papier des images photogéniques[15].
- (en) John Herschel, « On the Chemical Action of the Rays of the Solar Spectrum on Preparations of Silver and Other Substances, Both Metallic and Non-Metallic, and on Some Photographic Processes », Philosophical Transactions of the Royal Society, vol. 130,‎ 1er janvier 1840, p. 1–59 (lire en ligne) ; Herschel est le premier à employer le terme « photographic » qui s'imposera (William Henry Fox Talbot proposait « photogenic »)[16].
- J.-F. Soleil, Guide de l'amateur de photographie, ou Exposé de la marche à suivre dans l'emploi du daguerréotype et des papiers photographiques, Paris, chez l'auteur, opticien, 79 p. (lire en ligne).

## Expositions
- Le peintre suisse Johann Baptist Isenring, qui pratique le daguerréotype depuis 1839, expose dans sa galerie d'art de Saint-Gall des vues de la ville, des reproductions de tableaux et 38 portraits photographiques ; il en imprime un catalogue de quatre pages[17].

## Naissances
- 18 février : Albert Goupil, collectionneur français d'œuvres d’art, connu pour les photographies réalisées en 1868 lors d'un voyage en Égypte et au Proche-Orient, mort le 15 décembre 1884.
- 12 mars : Séraphin-Médéric Mieusement, photographe français de monuments historiques et d'édifices religieux, mort le 10 septembre 1905.
- 13 mars : Antoine Lumière, peintre, photographe et homme d'affaires français, mort le 15 avril 1911.
- 27 mars : Tomaso Burato, photographe croate, mort le 17 janvier 1910.
- 29 mars : Léonard Hubert Zeyen, photographe belge, mort le 21 février 1907.
- 15 mai : Albert Witz, photographe portraitiste français, mort le 11 janvier 1903.
- 26 mai : Ignác Šechtl (en), photographe tchèque, mort le 6 juillet 1911.
- 13 juillet : Édouard Buguet, photographe français, mort le 29 octobre 1890.
- 25 août : Eugène Trutat, naturaliste et photographe français, mort le 6 août 1910.
- 30 octobre : Jules Robuchon, libraire, photographe et statuaire français, mort le 14 février 1922.
- 4 décembre : Auguste Maure, photographe français, actif à Biskra (Algérie), mort le 3 mars 1907.
- Date précise non renseignée ou inconnue :
  - Charles Harper Bennett, photographe britannique, mort le 18 mars 1927
  - 1er octobre : Valerien Ostroga, photographe polonais et anarchiste, actif en France, mort le 1er octobre 1889.
  - Timothy O'Sullivan, photographe américain, mort le 14 janvier 1882.